# Sławina Kolewa
Sławina Kolewa (ur. 22 listopada 1986 w Sofii) – bułgarska siatkarka, reprezentantka kraju, grająca na pozycji przyjmującej.

## Sukcesy klubowe
Liga bułgarska:
- 2013

MEVZA - Liga Środkowoeuropejska:
- 2016
- 2017

Liga słoweńska:
- 2016
- 2017

Liga rumuńska:
- 2018

Liga Mistrzyń:
- 2018

Liga węgierska:
- 2023

Puchar Rumunii:
- 2024[2]

## Sukcesy reprezentacyjne
Liga Europejska:
- 2013